# 普揚戈縣
3°52′12″S 80°5′24″W / 3.87000°S 80.09000°W
普揚戈縣（西班牙語：Cantón Puyango），是厄瓜多爾的縣份，位於該國南部，由洛哈省負責管轄，面積634平方公里，海拔高度1,380米，2001年普查人口總數為15,505人，人口密度每平方公里24.46人。